# Senátní obvod č. 15 – Pelhřimov
Senátní obvod č. 15 – Pelhřimov je dle zákona č. 247/1995 Sb. tvořen celým okresem Pelhřimov a ústřední částí okresu Jindřichův Hradec, na západě ohraničenou obcemi Novosedly nad Nežárkou, Stříbřec, Chlum u Třeboně, Hamr a Suchdol nad Lužnicí, a na východě obcemi Volfířov, Český Rudolec a Nová Bystřice. Nachází se v Jihočeském kraji a na Vysočině. Jedná se o převážně venkovský, neurbanizovaný obvod, jenž rozlohou patří k největším v republice.
Od vzniku Senátu v roce 1996 do roku 2020 byl senátorem za Pelhřimovsko Milan Štěch v barvách ČSSD. Od roku 2020 je zde senátorem Jaroslav Chalupský, nestraník za Svobodné. V Senátu je členem Senátorského klubu ODS a TOP 09. Dále působí jako místopředseda Výboru pro územní rozvoj, veřejnou správu a životní prostředí.

## Senátoři
| Volby | Volby | Senátor | Senátor            | Volební strana | Navrhující strana | Politická příslušnost | Odkaz  |
| ----- | ----- | ------- | ------------------ | -------------- | ----------------- | --------------------- | ------ |
|       | 1996  |         | Milan Štěch        | ČSSD           | ČSSD              | BEZPP                 | profil |
| 2002  | ČSSD  |         | Milan Štěch        | ČSSD           | ČSSD              |                       |        |
| 2008  | ČSSD  |         | Milan Štěch        | ČSSD           | ČSSD              |                       |        |
| 2014  | ČSSD  |         | Milan Štěch        | ČSSD           | ČSSD              |                       |        |
|       | 2020  |         | Jaroslav Chalupský | Svobodní       | Svobodní          | BEZPP                 | profil |

## Volby

### Rok 1996
| Kandidát | Kandidát              | Volební strana | Navrhující strana | Politická příslušnost | Počet hlasů (1. kolo) | %     | Počet hlasů (2. kolo) | %     |
| -------- | --------------------- | -------------- | ----------------- | --------------------- | --------------------- | ----- | --------------------- | ----- |
|          | Milan Štěch           | ČSSD           | ČSSD              | BEZPP                 | 9 071                 | 25,11 | 19 142                | 52,41 |
|          | Ing. Jan Litomiský    | ODS            | ODS               | ODS                   | 12 219                | 33,83 | 17 385                | 47,59 |
|          | Ing. Václav Štěpán    | KSČM           | KSČM              | KSČM                  | 5 771                 | 15,98 | —                     | —     |
|          | PhDr. Miloslav Paulík | ODA            | ODA               | ODA                   | 4 287                 | 11,87 | —                     | —     |
|          | Mgr. Petr Kesl        | KDU-ČSL        | KDU-ČSL           | KDU-ČSL               | 4 267                 | 11,81 | —                     | —     |
|          | Petr Koch             | SZ             | SZ                | BEZPP                 | 509                   | 1,41  | —                     | —     |

### Rok 2002
| Kandidát | Kandidát           | Volební strana | Navrhující strana | Politická příslušnost | Počet hlasů (1. kolo) | %     | Počet hlasů (2. kolo) | %     |
| -------- | ------------------ | -------------- | ----------------- | --------------------- | --------------------- | ----- | --------------------- | ----- |
|          | Milan Štěch        | ČSSD           | ČSSD              | ČSSD                  | 8 622                 | 37,10 | 20 427                | 60,16 |
|          | Ing. Jan Litomiský | ODS            | ODS               | ODS                   | 6 269                 | 26,97 | 13 526                | 39,83 |
|          | Jaroslav Holík     | US-DEU         | US-DEU            | BEZPP                 | 4 291                 | 18,46 | —                     | —     |
|          | Ing. Václav Štěpán | KSČM           | KSČM              | KSČM                  | 4 054                 | 17,44 | —                     | —     |

### Rok 2008
| Kandidát | Kandidát                                                             | Volební strana | Navrhující strana | Politická příslušnost | Počet hlasů (1. kolo) | %     | Počet hlasů (2. kolo) | %     |
| -------- | -------------------------------------------------------------------- | -------------- | ----------------- | --------------------- | --------------------- | ----- | --------------------- | ----- |
|          | Milan Štěch                                                          | ČSSD           | ČSSD              | ČSSD                  | 18 588                | 43,12 | 21 972                | 60,26 |
|          | Ing. Stanislav Bernard                                               | ODS            | ODS               | BEZPP                 | 13 645                | 31,65 | 14 485                | 39,73 |
|          | prof. PaedDr. ThDr. MUDr. et MUDr. Jaroslav Maxmilián Kašparů, Ph.D. | KDU-ČSL        | KDU-ČSL           | KDU-ČSL               | 4 565                 | 10,95 | —                     | —     |
|          | Jan Zedníček                                                         | KSČM           | KSČM              | KSČM                  | 4 452                 | 10,32 | —                     | —     |
|          | Ing. Marie Paukejová                                                 | SDŽ            | SDŽ               | SDŽ                   | 604                   | 1,40  | —                     | —     |
|          | Tomáš Hamet                                                          | ND             | ND                | ND                    | 592                   | 1.37  | —                     | —     |
|          | Bc. Zdeněk Guži                                                      | SZ             | SZ                | SZ                    | 341                   | 0,79  | —                     | —     |
|          | MUDr. Václav Urbánek, CSc.                                           | US-DEU, SOS    | US-DEU            | US-DEU                | 319                   | 0,74  | —                     | —     |

### Rok 2014
| Kandidát | Kandidát               | Volební strana | Navrhující strana | Politická příslušnost | Počet hlasů (1. kolo) | %     | Počet hlasů (2. kolo) | %     |
| -------- | ---------------------- | -------------- | ----------------- | --------------------- | --------------------- | ----- | --------------------- | ----- |
|          | Milan Štěch            | ČSSD           | ČSSD              | ČSSD                  | 16 730                | 36,29 | 13 269                | 61,70 |
|          | JUDr. Ivo Jahelka      | TOP 09, STAN   | TOP 09            | BEZPP                 | 8 023                 | 17,40 | 8 234                 | 38,29 |
|          | Josef Fučík            | ANO            | ANO               | BEZPP                 | 6 383                 | 13,84 | —                     | —     |
|          | Ing. Tomáš Křišťan     | KDU-ČSL        | KDU-ČSL           | KDU-ČSL               | 3 723                 | 8,07  | —                     | —     |
|          | JUDr. Josef Doubek     | ODS            | ODS               | ODS                   | 3 603                 | 7,81  | —                     | —     |
|          | Radek Nejezchleb       | KSČM           | KSČM              | KSČM                  | 3 530                 | 7,65  | —                     | —     |
|          | Zdeňka Bečková         | STO            | STO               | BEZPP                 | 1 573                 | 3,41  | —                     | —     |
|          | Ing. Miroslav Lidinský | O.K. strana    | O.K. strana       | BEZPP                 | 1 301                 | 2,82  | —                     | —     |
|          | Lubomír Havránek       | Svobodní       | Svobodní          | Svobodní              | 648                   | 1,40  | —                     | —     |
|          | Stanislav Kovář        | SZ             | SZ                | SZ                    | 583                   | 1,26  | —                     | —     |

### Rok 2020
| Kandidát | Kandidát                                       | Volební strana | Navrhující strana | Politická příslušnost | Počet hlasů (1. kolo) | %     | Počet hlasů (2. kolo) | %     |
| -------- | ---------------------------------------------- | -------------- | ----------------- | --------------------- | --------------------- | ----- | --------------------- | ----- |
|          | Ing. Jaroslav Chalupský                        | Svobodní       | Svobodní          | BEZPP                 | 8 731                 | 23,54 | 8 433                 | 52,43 |
|          | Milan Štěch                                    | ČSSD           | ČSSD              | ČSSD                  | 11 581                | 31,22 | 7 649                 | 47,56 |
|          | Ing. Stanislav Mrvka                           | Z 2020         | Z 2020            | Z 2020                | 7 056                 | 19,02 | —                     | —     |
|          | Mgr. Vítězslav Jandák                          | ANO            | ANO               | BEZPP                 | 4 486                 | 12,09 | —                     | —     |
|          | Pavel Hodáč                                    | KSČM           | KSČM              | KSČM                  | 2 673                 | 7,20  | —                     | —     |
|          | doc. PhDr. Mgr. Lubomír Pána, Ph.D., dr. h. c. | SPD            | SPD               | SPD                   | 2 561                 | 6,90  | —                     | —     |

## Volební účast
|  | nejvyšší volební účast |  | nejnižší volební účast |

| Rok  | % (1. kolo) | % (2. kolo) |
| ---- | ----------- | ----------- |
| 1996 | 34,92       | 34,77       |
| 2002 | 21,70       | 33,73       |
| 2008 | 42,49       | 33,28       |
| 2014 | 44,51       | 19,57       |
| 2020 | 36,17       | 14,91       |

## Obce spadající do příslušného volebního obvodu
Obce územního členění daného obvodu jsou seřazeny abecedně, města jsou uvedena tučně.
- Arneštovice
- Bácovice
- Bednárec
- Bednáreček
- Bělá
- Blažejov
- Bohdalín
- Bořetice
- Bořetín
- Bořetín
- Božejov
- Bratřice
- Březina
- Budíkov
- Buřenice
- Bystrá
- Cetoraz
- Čáslavsko
- Častrov
- Čejov
- Čelistná
- Černov
- Černovice
- Červená Řečice
- České Velenice
- Český Rudolec
- Číměř
- Čížkov
- Člunek
- Dehtáře
- Deštná
- Dívčí Kopy
- Dobrá Voda
- Dobrá Voda u Pacova
- Dolní Pěna
- Dolní Žďár
- Doňov
- Drunče
- Dubovice
- Důl
- Dvory nad Lužnicí
- Eš
- Hadravova Rosička
- Halámky
- Hamr
- Hatín
- Heřmaneč
- Hojanovice
- Hojovice
- Horní Cerekev
- Horní Meziříčko
- Horní Němčice
- Horní Pěna
- Horní Radouň
- Horní Rápotice
- Horní Skrýchov
- Horní Ves
- Hořepník
- Hořice
- Hospříz
- Humpolec
- Chlum u Třeboně
- Chýstovice
- Chyšná
- Jankov
- Jarošov nad Nežárkou
- Ježov
- Jilem
- Jindřichův Hradec
- Jiřice
- Kačlehy
- Kaliště
- Kámen
- Kamenice nad Lipou
- Kamenný Malíkov
- Kardašova Řečice
- Kejžlice
- Koberovice
- Kojčice
- Komorovice
- Kostelní Radouň
- Košetice
- Krasíkovice
- Křeč
- Křelovice
- Křešín
- Kunžak
- Lásenice
- Leskovice
- Lesná
- Lhota-Vlasenice
- Libkova Voda
- Lidmaň
- Litohošť
- Lodhéřov
- Lukavec
- Martinice u Onšova
- Mezilesí
- Mezná
- Mladé Bříště
- Mnich
- Moraveč
- Mysletín
- Nová Buková
- Nová Bystřice
- Nová Cerekev
- Nová Olešná
- Nová Včelnice
- Nová Ves nad Lužnicí
- Novosedly nad Nežárkou
- Nový Rychnov
- Obrataň
- Okrouhlá Radouň
- Olešná
- Ondřejov
- Onšov
- Pacov
- Pavlov
- Pelhřimov
- Pístina
- Píšť
- Plavsko
- Pleše
- Pluhův Žďár
- Počátky
- Polesí
- Polště
- Popelín
- Pošná
- Proseč
- Proseč pod Křemešníkem
- Příbraz
- Putimov
- Rapšach
- Ratiboř
- Rodinov
- Rodvínov
- Roseč
- Rosička
- Rovná
- Rynárec
- Řečice
- Salačova Lhota
- Samšín
- Sedlice
- Senožaty
- Staňkov
- Staré Bříště
- Stojčín
- Stráž nad Nežárkou
- Strmilov
- Stříbřec
- Střítež
- Střítež pod Křemešníkem
- Střížovice
- Studená
- Suchdol nad Lužnicí
- Svépravice
- Světce
- Syrov
- Těchobuz
- Těmice
- Újezdec
- Ústrašín
- Útěchovice
- Útěchovice pod Stražištěm
- Útěchovičky
- Včelnička
- Velká Chyška
- Velký Ratmírov
- Velký Rybník
- Veselá
- Věžná
- Vícemil
- Višňová
- Vlčetínec
- Vojslavice
- Vokov
- Volfířov
- Vydří
- Vyklantice
- Vyskytná
- Vysoká Lhota
- Vystrkov
- Záhoří
- Zahrádky
- Zachotín
- Zajíčkov
- Zhořec
- Zlátenka
- Žďár
- Želiv
- Žirov
- Žirovnice